# Stazione di Margarita
La stazione di Margarita è una fermata ferroviaria posta sulla linea Cuneo-Mondovì. Sita nel territorio comunale di Pianfei, serve tuttavia principalmente il limitrofo comune di Margarita.

## Strutture e impianti
La fermata, posta alla progressiva chilometrica 11+407 fra la stazione di Pianfei e la fermata di Beinette, conta un unico binario servito da marciapiede.

## Movimento
Dal 17 giugno 2012 l’intera linea Cuneo-Mondovì, e con essa anche la fermata di Margarita, è priva di traffico.